# 蔡発春
蔡 発春（さい はつしゅん、Cai Fachun、? - 1861年）は、清末のパンゼーの乱の指導者の一人。字は向陽。
雲南省順寧府雲州出身。1856年、楚雄府の各地で回民が殺害され、昆明では雲南巡撫シュヒンガ（舒興阿）の命で回民2万人が虐殺される状況の中、蔡発春は楚雄で蜂起し、姚州を攻撃した。しかし提督文祥が援軍を送ったため、数か月包囲したが陥落させることができず、撤退した。そこで哀牢山の李文学率いるイ族の蜂起軍と連携し、翌年に文祥に大勝した。
すでに1856年に杜文秀は大理を占領して政権を樹立していたが、蔡発春と李文学を招き、蔡発春を揚威大都督に任命して軍務を統括させ、李文学を南山軍務大司藩に任命した。その後、蔡発春は雲南西部の20余りの州県を攻略し、2度にわたる清軍の大理包囲を退け、2度目の1860年の戦いでは清の提督褚克昌を戦死させた。しかし1861年に騰越の戦いで流れ弾に当たって戦死した。知勇兼備の蔡発春を失ったことは杜文秀にとって大きな痛手であった。
子の蔡廷棟は杜文秀の娘の杜鳳楊を妻とし、「小揚威」と称され、昆明攻略を任されたが、1872年に大理が陥落すると捕らえられ殺害された。